# 3. ŽNL Osječko-baranjska NS Osijek 2015./16.
Prvenstvo se igralo četverokružno. Ligu je osvojio NK Radnički Dalj i time se kvalificirao u 2. ŽNL Osječko-baranjsku NS Osijek.

## Tablica
| Mj. | Klub                         | Sus. | Pobj. | Ner. | Por. | GR.    | Bod. |
| --- | ---------------------------- | ---- | ----- | ---- | ---- | ------ | ---- |
| 1.  | NK Radnički Dalj             | 20   | 16    | 2    | 2    | 98:19  | 50   |
| 2.  | NK Laslovo '91               | 20   | 13    | 2    | 5    | 63:37  | 41   |
| 3.  | NK LIV 1949 Vladislavci      | 20   | 12    | 3    | 5    | 70:35  | 39   |
| 4.  | NK Gibarac '95 Čokadinci     | 20   | 6     | 4    | 10   | 46:45  | 22   |
| 5.  | NK Mladost Čepinski Martinci | 20   | 6     | 2    | 12   | 46:73  | 20   |
| 6.  | NK Goleo Dopsin              | 20   | 0     | 1    | 19   | 24:138 | 1    |

## Rezultati
| NK Goleo Dopsin - NK Mladost Čepinski Martinci 3:5 NK Gibarac '95 Čokadinci - NK Radnički Dalj 0:1 NK Laslovo '91 - NK LIV 1949 Vladislavci 0:4 | NK Laslovo '91 - NK Gibarac '95 Čokadinci 1:0 NK Radnički Dalj - NK Goleo Dopsin 13:4 NK LIV 1949 Vladislavci - NK Mladost Čepinski Martinci 6:1 | NK Goleo Dopsin - NK Laslovo '91 2:6 NK Mladost Čepinski Martinci - NK Radnički Dalj 0:4 NK Gibarac '95 Čokadinci - NK LIV 1949 Vladislavci 1:1  |
| NK Laslovo '91 - NK Mladost Čepinski Martinci 9:1 NK Gibarac '95 Čokadinci - NK Goleo Dopsin 7:1 NK LIV 1949 Vladislavci - NK Radnički Dalj 0:0 | NK Radnički Dalj - NK Laslovo '91 2:3 NK Mladost Čepinski Martinci - NK Gibarac '95 Čokadinci 0:2 NK Goleo Dopsin - NK LIV 1949 Vladislavci 0:6  | NK Mladost Čepinski Martinci - NK Goleo Dopsin 10:2 NK Radnički Dalj - NK Gibarac '95 Čokadinci 4:2 NK LIV 1949 Vladislavci - NK Laslovo '91 4:0 |
| NK Gibarac '95 Čokadinci - NK Laslovo '91 2:3 NK Goleo Dopsin - NK Radnički Dalj 1:3 NK Mladost Čepinski Martinci - NK LIV 1949 Vladislavci 1:5 | NK Laslovo '91 - NK Goleo Dopsin 3:0 NK Radnički Dalj - NK Mladost Čepinski Martinci 7:0 NK LIV 1949 Vladislavci - NK Gibarac '95 Čokadinci 5:1  | NK Mladost Čepinski Martinci - NK Laslovo '91 0:3 NK Goleo Dopsin - NK Gibarac '95 Čokadinci 2:2 NK Radnički Dalj - NK LIV 1949 Vladislavci 1:0  |
| NK Laslovo '91 - NK Radnički Dalj 2:1 NK Gibarac '95 Čokadinci - NK Mladost Čepinski Martinci 3:3 NK LIV 1949 Vladislavci - NK Goleo Dopsin 6:1 | NK Goleo Dopsin - NK Mladost Čepinski Martinci 0:3 NK Gibarac '95 Čokadinci - NK Radnički Dalj 0:4 NK Laslovo '91 - NK LIV 1949 Vladislavci 4:1  | NK Laslovo '91 - NK Gibarac '95 Čokadinci 6:1 NK Radnički Dalj - NK Goleo Dopsin 11:1 NK LIV 1949 Vladislavci - NK Mladost Čepinski Martinci 3:0 |
| NK Goleo Dopsin - NK Laslovo '91 1:2 NK Mladost Čepinski Martinci - NK Radnički Dalj 0:5 NK Gibarac '95 Čokadinci - NK LIV 1949 Vladislavci 2:1 | NK Laslovo '91 - NK Mladost Čepinski Martinci 5:3 NK Gibarac '95 Čokadinci - NK Goleo Dopsin 9:0 NK LIV 1949 Vladislavci - NK Radnički Dalj 1:8  | NK Radnički Dalj - NK Laslovo '91 5:2 NK Mladost Čepinski Martinci - NK Gibarac '95 Čokadinci 5:2 NK Goleo Dopsin - NK LIV 1949 Vladislavci 0:3  |
| NK Mladost Čepinski Martinci - NK Goleo Dopsin 8:0 NK Radnički Dalj - NK Gibarac '95 Čokadinci 3:0 NK LIV 1949 Vladislavci - NK Laslovo '91 2:2 | NK Gibarac '95 Čokadinci - NK Laslovo '91 2:1 NK Goleo Dopsin - NK Radnički Dalj 1:9 NK Mladost Čepinski Martinci - NK LIV 1949 Vladislavci 0:3  | NK Laslovo '91 - NK Goleo Dopsin 7:0 NK Radnički Dalj - NK Mladost Čepinski Martinci 7:0 NK LIV 1949 Vladislavci - NK Gibarac '95 Čokadinci 2:0  |
| NK Mladost Čepinski Martinci - NK Laslovo '91 4:2 NK Goleo Dopsin - NK Gibarac '95 Čokadinci 0:8 NK Radnički Dalj - NK LIV 1949 Vladislavci 8:0 | NK Laslovo '91 - NK Radnički Dalj 2:2 NK Gibarac '95 Čokadinci - NK Mladost Čepinski Martinci 2:2 NK LIV 1949 Vladislavci - NK Goleo Dopsin 17:5 | |